# François Zola
Pour les articles homonymes, voir Zola (homonymie).
Francesco Antonio Giuseppe Maria Zolla, François Zola en français, né à Venise le 7 août 1796 et mort à Marseille le 27 mars 1847, est un militaire et ingénieur français de naissance vénitienne, père d'Émile Zola.

## Famille
Sa famille était une lignée d'officiers originaire de Zara, en Dalmatie. Le grand-père de Francesco Zola, Antonio Zola était capitaine des Fanti, soldats italiens au service de la République de Venise ; il servit sous les ordres du colonel Jean Berettini ; sa compagnie se trouvait en 1771 à Céphalonie et, en 1777-1778, à Corfou.
Son père, Démetrio Carlo ou Charles Zola, est élève au collège militaire de Vérone jusqu'en 1771. Il sert au Levant comme lieutenant au corps des Ingénieurs, puis capitaine du génie, et est en 1801 inspecteur général des bâtiments publics de Venise. Après un premier mariage supposé avec Benedetta Kiriaki,, il épouse vers 1782 une jeune fille grecque de Corfou, nommée Nicoletta Bondioli. Après une fille, Caterina Petropoli et un premier fils Marco Zola, leur fils Francesco naît à Venise le 8 août 1795,.

## Biographie

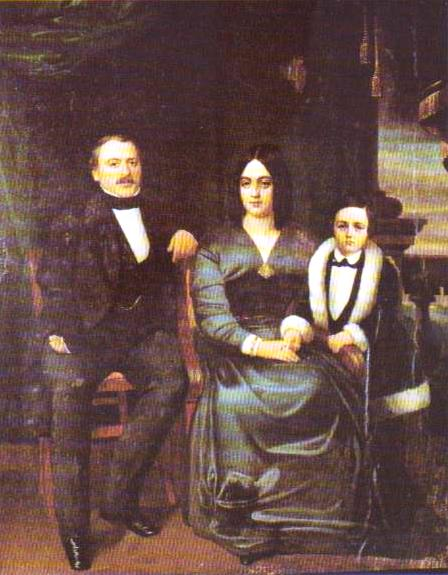
Émile Zola enfant avec ses parents vers 1845.

Entré à l'École militaire royale de Pavie en octobre 1810 à quatorze ans, il en sort en avril 1812 sous-lieutenant au 4e régiment d'infanterie légère, et est transféré dès juillet comme lieutenant du régiment royal d'artillerie italien, alors qu'il n'a que quinze ans. Jusqu'à la chute du Premier Empire, il servira dans les troupes du royaume d'Italie commandées par le vice-roi Eugène de Beauharnais,.
À la chute de Napoléon, il sert de 1815 à 1821 dans un régiment de l’armée autrichienne du royaume de Lombardie-Vénétie. L'armée l'autorise à suivre, de 1817 à 1818, des études à l’université de Padoue, où il obtient un diplôme en ingénierie et un doctorat en mathématiques. Il écrit un Traité sur le Nivellement, qui lui vaut le titre de membre de l'Académie de Padoue et une médaille du roi de Hollande.
Libéral en politique, carbonaro et franc-maçon, il quitte, en 1821, l’armée pour se rendre en Autriche où, en qualité de géomètre du cadastre en Haute-Autriche, il supervise la construction du chemin de fer Linz-Budweis, qui est considéré comme la première ligne de chemin de fer sur le continent européen, après l’Angleterre. Brillant ingénieur de travaux publics, il est, en effet, un des pionniers des chemins de fer en Europe avant 1830, alors que la France ignore encore ces techniques. C’est également à cette époque, lors de la création de la Compagnie des chemins de fer Zola, qu’il change la graphie patronymique de son nom.

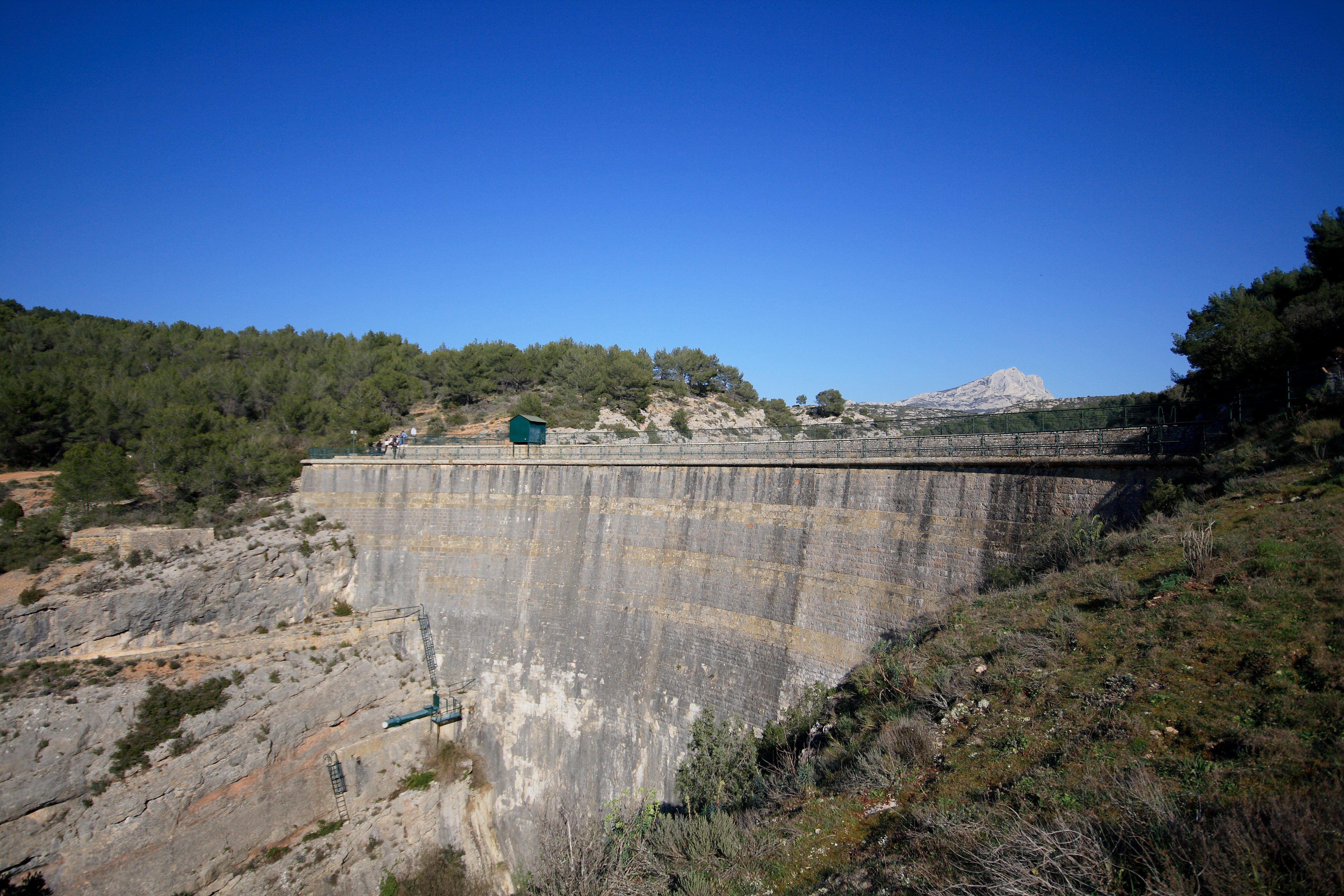
Le barrage Zola à Aix-en-Provence

En 1830, il quitte l'Autriche et passe brièvement en Hollande, puis en Grande-Bretagne. Il s'installe en France, change aussi son prénom de « Francesco » en « François » dès son arrivée, et s’engage dans la Légion étrangère, de création récente, au grade de lieutenant. Parti pour l’Algérie, en octobre 1832, il démissionne et débarque à Marseille le 24 janvier 1833, où il s’installe comme ingénieur de travaux publics[réf. nécessaire].
Il épouse à Paris Émilie Aubert, de 23 ans sa cadette, le 16 mars 1839. Émile Zola naît le 2 avril 1840. En 1843, la famille part s’installer à Aix-en-Provence. Des nombreux projets importants et de grande envergure qu’il propose, aucun n’est retenu. L’un de ses projets aboutit finalement, puisque François Zola obtient de superviser la construction du barrage, premier barrage à voûte d’Europe, et du canal qui alimente toujours en eau la ville d’Aix-en-Provence, le canal Zola.
Sa mort, à 50 ans, laisse sa jeune femme Émilie Aubert, sans un sou devant de graves difficultés matérielles, à la suite de mauvais choix financiers et des malversations de ses associés.
Sa tombe se trouve au cimetière Saint-Pierre d'Aix-en-Provence.

## Hommages
Le 6 novembre 1868, la ville d'Aix-en-Provence dénomme officiellement un « boulevard François-Zola ». Celui-ci sera ultérieurement renommé « boulevard François-et-Émile-Zola », dénomination qu'il possède toujours.